# Georges Garot
Pour les articles homonymes, voir Garot.
Georges Garot, né le 7 avril 1936 à Saint-Berthevin (Mayenne), est un homme politique français. Il a été député européen de 1997 à 2004.

## Biographie
Exploitant agricole, Georges Garot s'est engagé dans le syndicalisme. Il a également été secrétaire national du PS chargé de l'agriculture et du monde rural.
Il devient député européen en juin 1997 et est réélu en juin 1999. De 2002 à 2008, il préside la Maison de l'Europe en Mayenne, dont il est le Président d'honneur depuis le 10 décembre 2008. La Maison de l'Europe en Mayenne obtient sous sa présidence le label Europe Direct.
Il est le cousin de Pierre Méhaignerie et le père de Guillaume Garot.